# استوپیرا
استوپیرا (انگلیسی: Stopira؛ زادهٔ ۲۰ مهٔ ۱۹۸۸) بازیکن فوتبال اهل کیپ ورد است.
از باشگاه‌هایی که در آن بازی کرده‌است می‌توان به باشگاه فوتبال فیرنسی، باشگاه فوتبال مول فهروار، باشگاه فوتبال دپورتیوو لا کرونیا، باشگاه ورزشی پرایا، و باشگاه فوتبال سانتا کلارا اشاره کرد.
وی همچنین در تیم ملی فوتبال کیپ ورد بازی کرده‌است.